# Contaminació digital
La contaminació digital es coneix com l'excés d'accions electròniques que provoquen una gran despesa d'energia i acaben tenint un impacte per al medi ambient. Per tal que es puguin enviar correus electrònics, pujar arxius a l'internet, cercar a través del navegador, utilitzar les xarxes socials o qualsevol altra acció que requereixi estar connectat a la xarxa, es necessita l'ús d'una infraestructura física, és a dir, cables, antenes i molt de suport tècnic, que puguin generar grans quantitats d'energia (watts) per segon. Aquest fet farà que també s'alliberin grans emissions de diòxid de carboni agreujant l'empremta de carboni de la Terra.

## El problema
La utilització de les noves tecnologies per a una comunicació “on-line” més eficaç pot semblar una manera més sostenible comparada amb altres mitjans, degut a que, l'emmagatzematge i transmissió de la informació és “transparent i invisible”. Tot i així, per poder accionar digitalment, les infraestructures que s'han comentat anteriorment, han d'estar permanentment enceses utilitzant unes instal·lacions amb sistemes refrigerants adequats perquè puguin fer la seva funció de generar energia en qualsevol moment que l'usuari desitgi. El problema és que aquesta energia que proporcionen, és energia de fonts no renovables que provenen de combustibles fòssils. Això, fa que s'alliberin grans emissions de diòxid de carboni agreujant l'empremta de carboni de la Terra. Es calcula que la pol·lució digital genera el 4% de les emissions globals de diòxid de carboni, fins i tot, més que el que genera el transport aeri civil segons un informe publicat per The Shift Project. Tot i així, pot semblar una xifra reduïda, però veient l'avanç tecnològic de la societat, s'estima que en el 2030 la contaminació podria augmentar fins a deu vegades més que els nivells actuals.

## Quantitats d'emissions de CO2
En el 2019, l'Agència Francesa del Medi Ambient, va fer un estudi en el qual es va arribar a la conclusió de que un correu electrònic compost per 1 Megabyte, emet una mitja de 19 grams de CO2. Així que, tenint en compte que més o menys s'envien un total de 293.000 milions de correus electrònics al dia, la quantitat d'emissions de CO2 són immenses.
Un altre estudi fet en el 2016 per la Universitat de Glasgow i la d'Oslo va informar que les plataformes digitals dedicades al servei de “streaming” de música també són unes de les que contaminen més. Es va arribar a aquesta conclusió ja que en analitzar el consum de música en línia durant aquell any als Estats Units, es van produir un total de 350 milions de quilograms de gasos que van acabar a l'atmosfera contaminant tot el planeta Terra. 
Però, el servei electrònic que consumeix més energia és l'ús de les criptomonedes bitcoins. Un estudi fet en el 2017, apunta que l'ús d'aquest tipus de monedes digitals van generar 69 milions de tones de gasos contaminants.

## Solució
Les plataformes digitals han millorat la vida de les persones facilitant-ne la seva comunicació. Així que, malgrat les conseqüències que aquestes produeixen, no es tracta de deixar-les d'utilitzar i desconnectar-se de l'internet per complet, sinó que d'utilitzar-les de manera responsable.
Per això, s'ha de tenir en compte que el 80% dels correus electrònics rebuts formen part de l'apartat de “spam” i encara que siguin missatges no desitjats per al receptor, aquests segueixen estant emmagatzemats a l'internet i consumint energia. Així que una de les possibles solucions seria mantenir una safata d'entrada del correu electrònic ben organitzada i eliminar tots aquells mails no desitjats. Una altra cosa que poden fer els usuaris es preferir el Wifi abans que el 4G, ja que aquest últim utilitza 23 cops més energia que la connexió via Wifi.
A més a més, els experts apunten cap a altres solucions més globals i efectives com podria ser la utilització d'energies renovables per tal de generar l'energia necessitada a les grans infraestructures elèctriques.
Un informe publicat per l'organització ecologista Greenpeace va destacar la necessitat urgent que les grans empreses tecnològiques canviessin les fonts per on obtenen l'energia cap a unes renovables i d'aquesta manera aconseguir unes plataformes digitals sostenibles amb el medi ambient. "L'objectiu d'aquests estudis no és demanar la desconnexió d'internet, sinó conscienciar els usuaris de què hi ha darrere dels nostres hàbits de consum i pressionar aquesta indústria en plena expansió perquè es comprometi amb les energies renovables", va informar María Prado, la responsable de la campanya d'energies renovables de Greenpeace. "Ja no serveix d'excusa que les empreses assumeixin un compromís verd, necessitem que es prenguin mesures reals per aconseguir que la petjada ecològica d'aquests serveis sigui tan petita com sigui possible", afegeix.
Seguint l'exemple de Greenpeace, empreses com Facebook, Google i Apple ja fan servir la meitat dels seus servidors a partir d'energies renovables. Però en canvi, altres companyies com Netflix, HBO i Vimeo segueixen utilitzant fonts no renovables que empitjoren la petjada ecològica.
L'ecologia digital, també coneguda com a Green Tech, és una altra disciplina que relaciona els factors humans amb l'ecosistema i que està posant en pràctica un estudi per tal d'analitzar i construir nova tecnologia digital que consumeixi menys energia perquè no impacti al medi ambient.